# Classe B (1913)
Pour les autres classes de navires du même nom, voir Classe B.
La Classe B, telle que désignée à partir de 1913, était un groupe hétérogène de 24 destroyers-torpilleurs de la Royal Navy de différentes classes construites dans la fin des années 1890.

Elle réunissait les bâtiments ayant une vitesse maximum de 30 nœuds et possédant 4 cheminées, bien que les espacements entre les cheminées puissent varier.

La nomenclature d'appellation des destroyers-torpilleurs de 30 nœuds classa les 3 cheminées en classe C et les deux cheminées en classe D.

## Les bâtiments

### Programme 1894-95
construction Cammell Laird à Birkenhead
- Classe Quail : 
  - HMS Quail : lancé le 24 septembre 1895, vendu pour démolition le 23 juillet 1919.
  - HMS Sparrowhawk : lancé le 8 octobre 1895, vendu pour démolition le 17 juin 1904.
  - HMS Thrasher : lancé le 5 novembre 1895, vendu pour démolition le 4 novembre 1919.
  - HMS Virago : lancé le 19 novembre 1895, vendu pour démolition le 10 octobre 1919.

### Programme 1895-96
construction Cammell Laird à Birkenhead
- Classe Earnest :
  - HMS Earnest : lancé le 7 novembre 1896, vendu à la casse le 7 janvier 1920.
  - HMS Griffon : lancé le 21 novembre 1896, vendu à la casse le 7 janvier 1920.
  - HMS Locust : lancé le 5 décembre 1896, vendu à la casse le 6 octobre 1919.
  - HMS Panther : lancé le 21 janvier 1897, vendu à la casse le 7 juin 1920.
  - HMS Seal : lancé le 6 mars 1897, vendu à la casse le 17 mars 1921.
  - HMS Wolf :  lancé le 2 juin 1897, vendu à la casse le 1er juillet 1921.

### Programme 1896-97
construction Cammell Laird à Birkenhead
- HMS Express - (turbines à vapeur) : lancé le 11 décembre 1897, vendu le 17 mars 1920.

construction John Brown & Company à Clydebank
- HMS Arab - (turbines à vapeur) : lancé le 9 février 1901, vendu à la casse le 23 juillet 1919.

construction Armstrong Whitworth à Newcastle upon Tyne
- HMS Cobra - (turbines à vapeur) : lancé le 28 juin 1899, fait naufrage pendant le voyage de la livraison le 19 septembre 1901.

### Programme 1897-98
construction Cammell Laird à Birkenhead
- HMS Orwell : lancé le 28 septembre 1898, vendu pour démolition le 17 mars 1920.

### Programme 1899-1900
construction Cammell Laird à Birkenhead
- Classe Lively : 
  - HMS Lively : lancé le 14 juillet 1900, vendu à la casse le 1er juillet 1921.
  - HMS Sprightly :  lancé le 25 août 1900, vendu à la casse le 1er juillet 1921.

construction William Doxford & Sons à Sunderland
- HMS Success : lancé le 27 février 1895, vendu pour démolition le 26 mai 1914.

### Programme 1897 à 1901
construction Palmers Shipbuilding and Iron Company à Jarrow
- Classe Palmer : 
  - HMS Spiteful : lancé le 11 janvier 1899, vendu pour démolition le 14 septembre 1920.
  - HMS Peterel : lancé le 30 mars 1899, vendu pour démolition le 30 août 1919.
  - HMS Myrmidon : lancé 26 mai 1900, éperonné et coulé par le SS Hambourn le 26 mars 1917.
  - HMS Syren : lancé le 20 décembre 1900, vendu pour démolition 14 septembre 1920.
  - HMS Kangaroo : lancé le 29 décembre 1899, vendu pour démolition le 23 mars 1920
  - HMS Albacore : lancé le 9 octobre 1906, vendu pour démolition le 1er août 1919.
  - HMS Bonetta : lancé le 14 janvier 1907, vendu pour démolition le 7 juin 1920.